# Maison de Balzac

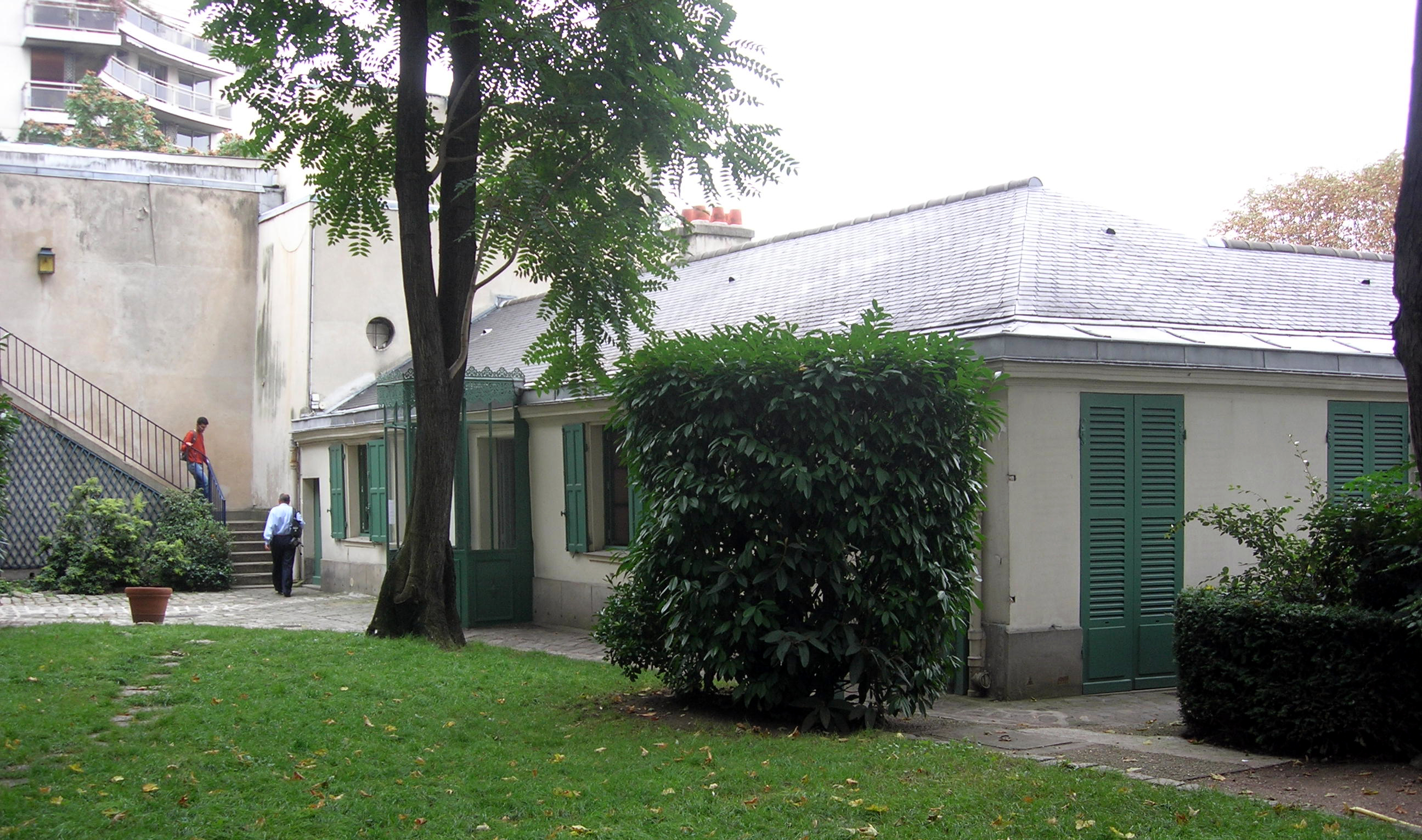
Das Maison de Balzac

Das Maison de Balzac ist ein Pariser Schriftstellermuseum im 16. Arrondissement (Passy) und widmet sich der Person des Honoré de Balzac (1799–1850), der hier lange wohnte und schrieb. Es ist eines der 14 Museen der Stadt Paris, die seit dem 1. Januar 2013 von der städtischen Einrichtung Paris Musées verwaltet werden. 

## Das Museum
Das Haus in der Rue Raynouard mit großem Garten ist der einzige Pariser Wohnsitz Balzacs, der erhalten ist. Balzac schrieb hier 1840–1847 Die menschliche Komödie. Der Besucher kann Originalausgaben, Manuskripte und Gemälde aus dem Besitz des Schriftstellers sehen, darunter eine Daguerreotypie aus dem Jahr 1842 von Louis-Auguste Bisson. Seit 1913 ist das Haus als Monument historique klassifiziert, der zugehörige Garten wurde 1944 in die Denkmalliste eingetragen.
Es gibt zwei andere Schriftstellermuseen in Paris, nämlich das Maison de Victor Hugo und das Musée de la Vie romantique, das an George Sand erinnert.
Die Bibliothek umfasst 23.000 Medien auch mit Bezug auf Theophile Gautier.
Das Museum ist via Metrostation Passy (Linie 6) und La Muette (Linie 9) erreichbar.
Das Haus wurde 2018/19 renoviert und ist seit Juli 2019 wieder für die Besucher geöffnet.